# Google Календарь
Google Календарь — сервис для планирования встреч, событий и дел, разработанный компанией Google. Google Календарь стал доступен в бета-версии 13 апреля 2006 года. Финальная версия была представлена в июле 2009 года как в виде веб-приложения так и мобильными приложениями для платформ Android и iOS. Он позволяет задавать время встречи, создавать повторяющиеся мероприятия, устанавливать напоминания, а также приглашать других участников с уведомлением по электронной почте.
Напоминания о событиях можно получать по электронной почте и с помощью Push-уведомлений. Работа с Календарём осуществляется в окне браузера через веб-интерфейс, а все данные хранятся на сервере Google, поэтому получить доступ к расписанию можно с любого компьютера, подключенного к Интернетy.
Для удобной работы с Календарём можно использовать горячие клавиши и строку для быстрого занесения события. Например «Встретить Юлию в 18:00», чтобы добавить мероприятие «Встретить Юлию», которое начинается в 18:00 Также доступна функция автоматического занесения писем, содержащих подобные строки в теле письма, в календарь.
Можно создавать несколько календарей, а также автоматически помечать официальные праздники.
Одно из ключевых преимуществ этого сервиса — возможность совместного использования календаря. Его можно показывать избранным пользователям, что позволяет планировать общие встречи.
В интерфейсе активно используются технологии JavaScript и AJAX, что ускоряет реакцию системы и позволяет пользоваться ей с той же лёгкостью, как и программой, установленной локально.
Календарь доступен на английском, голландском, датском, испанском, итальянском, китайском (традиционном и упрощенном), корейском, немецком, норвежском, польском, португальском, русском, турецком, финском, французском, шведском и японском языках. Сведения в календарь можно вводить и на многих других языках.

## Характеристики и функции

### Доступ к контенту
Мероприятия сохраняются онлайн, поэтому календарь доступен на любом устройстве, подключенном к Интернету, а данные остаются невредимы, даже если откажет жесткий диск компьютера. Приложение поддерживает импорт файлов календаря Microsoft Outlook (в формате VCS) и iCalendar (в открытом формате ICS).  Можно создать несколько календарей и предоставить отдельным пользователям доступ к ним — это помогает следить за расписаниями коллег и упрощает совместную работу. Также в аккаунте можно показывать другие календари, например официальных праздников, и добавлять URL автоматически обновляемых календарей iCalendar.

### Совместный доступ к календарям
Google Календарь поддерживает создание и одновременное отображение нескольких календарей в одном аккаунте. Каждый из них можно сделать общедоступным либо предоставить другим пользователям права на просмотр и редактирование. В феврале 2009 года из Google Поиска была удалена кнопка «Поиск мероприятий», позволявшая находить общедоступные календари, а их галерея была закрыта из-за сложностей с поддержкой и пользовательским интерфейсом. В настоящее время Google рекомендует использовать функцию «Просмотреть интересные календари» либо добавлять календари, указывая их URL или отправляя запросы другим пользователям. Список задач виден только автору, и им нельзя поделиться.

### Синхронизация с устройствами
Google Календарь поддерживает синхронизацию с мобильными устройствами (BlackBerry, Palm, iPhone, Pocket PC и другими) через Google Sync, приложениями (например, Microsoft Outlook) с помощью программ сторонних разработчиков и напрямую с Apple iCal (начиная с версии 4.x, тогда как для синхронизации с iCal 3.x требуются дополнительные инструменты). Google Календарь работает на смартфонах и планшетных компьютерах Android, мобильных телефонах webOS, таких как Palm Pre, и устройствах iOS (например, iPhone). Напоминания отправляются по электронной почте или SMS — эта функция доступна более чем в 80 странах.